# Đài thiên văn Chim Yến Neil Gehrels
Đài thiên văn Neil Gehrels Swift, trước đây được gọi là Sứ mệnh bùng nổ Gamma-Ray Swift, là một kính viễn vọng không gian của NASA được thiết kế để phát hiện các vụ nổ tia gamma (GRB). Nó được phóng vào quỹ đạo ngày 20 tháng 11 năm 2004, trên một tên lửa Delta II. Dẫn đầu bởi nhà điều tra chính Neil Gehrels, Trung tâm bay không gian Goddard của NASA, nhiệm vụ được phát triển trong quan hệ đối tác chung giữa Goddard và một tập đoàn quốc tế đến từ Hoa Kỳ, Vương quốc Anh và Ý. Nhiệm vụ được điều hành bởi Đại học bang Pennsylvania như là một phần của chương trình Explorers Medium của NASA (MIDEX).

## Tổng quan
Swift là một đài quan sát không gian đa bước sóng dành riêng cho việc nghiên cứu các vụ nổ tia gamma. Ba công cụ của nó làm việc cùng nhau để quan sát GRB và các tia sáng sau đó của chúng gồm tia gamma, tia X, tia cực tím và sóng quang.
Dựa trên việc quét liên tục diện tích bầu trời với một trong các màn hình của thiết bị, Swift sử dụng các bánh đà để tự động xoay theo hướng của các GRB có thể. Cái tên "Swift" không phải là từ viết tắt liên quan đến nhiệm vụ, mà là một tham chiếu đến khả năng xoay nhanh của thiết bị và loài chim nhanh nhẹn cùng tên. Tất cả những khám phá của Swift đều được truyền đến mặt đất và những dữ liệu này có sẵn cho các đài quan sát khác tham gia vào Swift trong việc quan sát các GRB.
Trong thời gian giữa các sự kiện GRB, Swift có sẵn cho các nghiên cứu khoa học khác, và các nhà khoa học từ các trường đại học và các tổ chức khác có thể gửi các đề xuất để quan sát theo yêu cầu
Trung tâm điều hành nhiệm vụ Swift (MOC), nơi chỉ huy vệ tinh được thực hiện, nằm ở State College, Pennsylvania và được điều hành bởi Đại học bang Pennsylvania và các nhà thầu phụ công nghiệp. Trạm mặt đất chính Swift nằm tại Trung tâm vũ trụ Broglio gần Malindi trên bờ biển phía Đông Kenya, và được điều hành bởi Cơ quan Vũ trụ Ý. Trung tâm dữ liệu khoa học Swift (SDC) và kho lưu trữ được đặt tại Trung tâm chuyến bay vũ trụ Goddard bên ngoài Washington D.C. Trung tâm dữ liệu khoa học Swift của Anh nằm tại Đại học Leicester.
Tàu vũ trụ Swift được xây dựng bởi Spectrum Astro, sau đó được mua lại bởi Hệ thống thông tin nâng cao của General Dynamics mà lần lượt được mua lại bởi Orbital Sciences Corporation (nay là Orbital ATK).